# East African Breweries

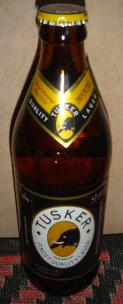
Piwo Tusker

East African Breweries Limited (EABL) – kenijskie przedsiębiorstwo przemysłowe specjalizujące się w produkcji napojów alkoholowych z główną kwaterą w Nairobi.
Spółka Kenya Breweries Ltd została założona w 1922 roku przez braci George'a i Charlesa Hurstów. W 1923 roku George zginął podczas polowania na słonie, aby upamiętnic ten wypadek jego brat nazwał markę pierwszego produkowanego przez browar piwa Tusker (od słowa tusks oznaczającego ciosy słonia). Zdolności produkcyjne w 1924 roku wynosiły 20 tys. galonów miesięcznie. 
W 1935 roku KBL przejęła spółkę Tanganyka Breweries, rok później przedsiębiorstwo powstałe po fuzji przyjęło nazwę East African Breweries Limited. Browar w Dar es Salaam został ponownie wydzielony jako spółka zależna w 1959 roku, potem przyjmując nazwę Tanzania Breweries. 
Od 1954 roku East African Breweries Limited notowane jest na Giełdzie Papierów Wartościowych w Nairobi. W 1962 roku przedsiębiorstwo przekształciło się w holding, ponownie tworząc spółkę Kenya Breweries, kontrolującą aktywa w Nairobi i Mombasie. 
W 2002 roku EABL podpisało umowę z SABMiller dotyczącą podziału rynku wschodnioafrykańskiego, na jej podstawie EABL zaczęła sprzedawać w Kenii piwo pod marką Castle Lager, dotychczas należącą da SAB, który w zamian za to objął 20% udziałów w Kenya Breweries. Z kolei w Tanzanii EABL zamknęło browar Kibo w Moshi, i objęło 20% udziałów w spółce Tanzania Breweries, należącej do SABMiller, która miała prawo sprzedawać piwa pod markami należącymi dotąd do EABL. Umowa ta obowiązywała do 2011 roku, w którym Diageo odkupiło od SABMiller pakiet akcji EABL, stając się jego większościowym udziałowcem.

## Źródła
- Our History. East African Breweries Ltd. [dostęp 2019-04-14]. (ang.).